# Melaspilea
Melaspilea Nyl. (czartopis) – rodzaj grzybów z rodziny Melaspileaceae.

## Systematyka i nazewnictwo
Pozycja w klasyfikacji według Index Fungorum: Melaspileaceae, Eremithallales, Incertae sedis, Dothideomycetes, Pezizomycotina, Ascomycota, Fungi.
Synonimy nazwy naukowej: Celidium sect. Melaspileella P. Karst., Hazslinszkya Körb., Melanographa Müll. Arg., Melaspileella (P. Karst.) Vain., Melaspileomyces Cif. & Tomas., Mycomelaspilea Reinke, Stictographa Mudd.
Nazwa polska według W. Fałtynowicza.

## Niektóre gatunki
- Melaspilea amota Nyl. 1867
- Melaspilea arthonioides (Fée) Nyl. 1857
- Melaspilea atroides Coppins 1992
- Melaspilea bagliettoana Zahlbr. 1904
- Melaspilea congregans Müll. Arg. 1891
- Melaspilea congregantula Müll. Arg. 1895
- Melaspilea constrictella (Stirt.) A.L. Sm. 1911
- Melaspilea diplasiospora (Nyl.) Müll. Arg. 1887
- Melaspilea gemella (Eschw.) Nyl. 1867
- Melaspilea gibberulosa (Ach.) Zwackh 1862[4] – czartopis garbaty
- Melaspilea granitophila (Th. Fr.) Coppins 1989 – czartopis piaskowcowy
- Melaspilea interjecta (Leight.) A.L. Sm. 1911 – tzw. poeltinula pośrednia
- Melaspilea leciographoides Vouaux 1913
- Melaspilea lentiginosa (Lyell ex Leight.) Müll. Arg. 1887
- Melaspilea lentiginosula (Nyl.) A.L. Sm. 1911
- Melaspilea leucina (Müll. Arg.) Müll. Arg. 1887
- Melaspilea microcarpa (Müll. Arg.) Müll. Arg. 1887
- Melaspilea ochrothalamia Nyl. 1865
- Melaspilea opegraphoides Nyl. 1863
- Melaspilea proximella (Nyl.) Nyl. 1873 – czartopis zwyczajny
- Melaspilea stellaris Müll. Arg. 1895
- Melaspilea symplecta Stirt. 1879
- Melaspilea xylographoides (Stein) Zahlbr. 1923[4] – czartopis kresecznicowaty

Nazwy naukowe na podstawie Index Fungorum. Nazwy polskie według W. Fałtynowicza.